# Lumbaca-Unayan
Lumbaca-Unayan est une localité de la province de Lanao du Sud, aux Philippines. En 2015, elle compte 7 260 habitants.